# Esteban Muruetagoiena Scola
Esteban Muruetagoiena Scola (Ondarroa, 6 d'agost de 1943 - Oiartzun, 28 de març de 1982) va ser un metge basc. La nit del 15 de març va ser arrestat per la Guàrdia Civil i posat en llibertat 10 dies després. Va morir el 28 de març, tres dies després del seu alliberament, oficialment per infart de miocardi, si bé hi ha indicis notables que va ser sotmès a tortura.

## Trajectòria
Muruetagoiena va néixer a la localitat d'Ondarroa, fill d'una mare siciliana de nom Vittoria Scola, i va treballar de metge al centre de salut d'Oiartzun entre 1970 i 1982, any en el qual va morir. Casat amb l'estudiant d'infermeria Elixabete Hormaza, va tenir una filla: Tamara Muruetagoiena (Oiartzun, 1974).

### Primera detenció
Els fets imputats es remunten al 9 de febrer de 1978 quan un escamot d'Euskadi Ta Askatasuna (ETA) va irrompre al seu domicili (en absència seva però no de l'esposa i la filla) a la urbanització Aldapa Bekoa d'Oiartzun. La visita de l'escamot va respondre a la necessitat de socórrer mèdicament a un dels membres, el qual estava ferit de bala. Muruetagoiena no va poder arribar al domicili amb la celeritat que se'l reclamava per culpa de les nevades i els nombrosos controls policials del moment, si bé aquest fet no va evitar que coincidís un grapat de dies amb el grup armat al domicili.
El 7 de març de 1979 va ser detingut per primer cop després que l'Audiència Nacional espanyola dictés una interlocutòria de processament contra ell per un presumpte delicte d'encobriment i col·laboració amb banda armada. No obstant, els magistrats del tribunal van acabar sobreseient el cas després que el metge demostrés la seva innocència i, per tant, quedés absolutament lliure i sense càrrecs. Malgrat tot, una missiva de 2 de juliol de 1979 del seu lletrat Joaquín Ruiz-Giménez acabarà sent tristament premonitòria ja que en paraules de l'advocat va dir: «No tinc l'absoluta seguretat de què ja no et vagin a molestar més».

### Segona detenció
El 15 de març de 1982, el cap de la Guardia Civil Modesto Martín va morir assassinat a Errenteria després que dos militants d'ETA el disparessin amb una pistola i una metralladora. En el desplegament policial de resposta, les Unitats Antiterroristes Rurals van situar una tanqueta a Miracruz per tal de registrar tots els vehicles que circulaven cap a Sant Sebastià i van practicar nombroses detencions tant a la localitat del crim com a les rodalies. La premsa va notificar de la detenció de tres dels germans Ibarguren i també d'Arantxa Zapirain, però res d'Esteban Muruetagoiena. No obstant això, la Guàrdia Civil el va detenir de nou a Oiartzun i, en aplicació de la legislació antiterrorista, va romandre incomunicat durant deu dies a les dependències policials de Sant Sebastià i, posteriorment, a les de la Comandància de la Guàrdia Civil de Madrid.
Fins dos dies després no es va saber de la seva detenció. Diversos veïns van preguntar a l'alcalde sobre el seu parador, després de trobar-se amb el consultori buit, i van descobrir així que havia estat detingut. En aquells instants tampoc se sabia que la seva esposa Elixabete Hormaza estava igualment detinguda a Madrid o que el metge José Miguel Yetano acabaria detingut el 22 de març. A dia d'avui encara no és clar perquè fou detingut per segona vegada però, el 25 de març, va passar a disposició judicial a Madrid i va ser alliberat sense càrrecs. Notablement enfonsat, va confessar i va donar mostres d'haver estat sotmès a tortures per les forces policials. El seu advocat, Álvaro Reizabal, el va trobar especialment desorientat i, durant el viatge de tornada a Sant Sebastià, el metge va experimentar comportaments erronis i problemes d'expressió lingüística.

### Mort i protestes
Després de l'alliberament, la seva mare es va desplaçar fins a Oiartzun per a tenir cura d'ell i, després d'una conversa fins a les dues de la matinada, va morir el 28 de març durant la nit, a l'edat de 38 anys. El funeral es va realitzar a les cinc de la tarda del 30 de març, a Ondarroa.
Per a l'endemà, 31 de març, l'Assemblea de Treballadors Sanitaris de Guipúscoa va convocar vaga general, després de donar per vàlida la hipòtesi que Muruetagoiena hagués estat víctima de tortures policials. En aquesta línia, el col·lectiu Gestores Pro Amnistia va seguir persistint en reclamar una autòpsia per a esclarir les causes de la mort. La vaga va paralitzar les localitats d'Errenteria i Oiartzun, i diverses barricades van bloquejar el trànsit de la carretera N-1. Per a apaivagar els efectes, un destacament de la Policia espanyola es va mobilitzar fins a Errenteria i la topada amb els manifestants va comportar un enfrontament a base de còctels molotov i pilotes de goma. Per la seva banda, aquell mateix dia, a Oiartzun es va organitzar el funeral i a la sortida s'hi van aplegar molta gent en manifestació fins a la plaça de San Esteban, on s'hi va interpretar l'Eusko gudariak. En aquell instant, el veïnat va envoltar a dos sospitosos de ser policia de paisà, que van acabar fugint en un vehicle després d'amenaçar amb el revòlver.
La mort de Joxe Arregi Izagirre, succeïda un any abans a mans de la policia, encara era present a la memòria del poble basc. Hi va haver diverses reunions, vagues i manifestacions en contra de la mort de Muruetagoiena a: Arrasate, Eibar, Ordizia, Tolosa, Hernani, Lezo, Bergara, Zumarraga, Azkoitia, Azpeitia, Errenteria, Berango, Arrigorriaga, Erandio, Lekeitio, Vitòria, Bilbao i Basauri. L'Ajuntament d'Oiartzun va aprovar una moció en contra de la legislació antiterrorista per tal de garantir a tota persona el dret a un metge de confiança i un advocat, així com va sol·licitar la recerca apropiada del cas.

### Autòpsia i tortura
Amb relació a l'autòpsia sol·licitada per l'entorn de la víctima, el jutge Francisco Barbadillos va encarregar la tasca a un metge de Gernika anomenat Faustino Alfageme. La prova d'autòpsia es va realitzar a les sis de la tarda del 30 de març, al dipòsit municipal del cementiri d'Ondarroa, entre el funeral i el sepeli. D'acord a l'informe a doble cara redactat per Alfageme i traslladat als Jutjats de Gernika, el cadàver de Muruetagoiena «no presenta signe aparent de violència física» i, per tant, la defunció va ser causa d'un infart de miocardi.
No obstant això, l'informe de l'autòpsia va revelar evidències de tortura. El cos presentava cremades en diverses parts, producte probablement de l'aplicació d'elèctrodes, hemorràgia a l'oïda esquerre i inflamació genital. Va morir a casa després del tracte rebut. A la mateixa operació va ser detingut Bixente Ibarguren i va confirmar la tortura. Va denunciar cops i l'aplicació de diversos mètodes. Va poder escoltar-lo durant la detenció i comprovar, després, com d'afectat estava psicològicament.

## Cobertura mediàtica
Els principals mitjans de comunicació van declarar l'aturada cardíaca com la causa de la mort, tal com afirmaven les fonts oficials. L'advocat Txema Montero, que va estar seguint el cas, es va posar en contacte immediatament amb organismes internacionals de drets humans per fer-los partícips de la notícia i sol·licitar una investigació. Organismes com Amnistia Internacional o Anti Torture Research (ATR) es van encarregar del cas. En una conferència a París, davant de multitud de mitjans, l'organització mèdica de caràcter global ATR es va referir a les nombroses i greus irregularitats que van envoltar l'autòpsia. Segons allò establert, el diagnòstic que es va extreure no era legal i no tenia cap suport.
El diari Egin va publicar que el cos sense vida de Muruetagoiena «mostra senyals de tortura» i el governador civil de Guipúscoa, Pedro Manuel de Arístegui, es va querellar contra el periòdic, acusant-lo de l'edició de «notícies falses, calumnioses i malintencionades», unes accions judicials que es van acabar estenent contra Herri Batasuna (HB), Euskadiko Mugimendu Komunista (EMK) i Liga Komunista Iraultzailea (LKI).

## Memòria
L'any 2007 es van complir 25 anys de la seva mort i es van fer cerimònies de commemoració tant al seu poble natal, Ondarroa, com al del seu lloc de treball, Oiartzun. A l'acte, el Grup Contra la Tortura del País Basc va reconèixer que en efecte hi va haver tortura. Com a part de l'esdeveniment, i a petició del poble, el nou centre de salut va passar a anomenar-se «Esteban Muruetagoiena» i a lluir una placa en record seu.
La nit del 9 de maig de 2010, al voltant de les quatre del matí, diversos desconeguts van destrossar la placa d'homenatge col·locada al centre de salut. Rodolfo Ares, conseller d'Interior del Govern Basc en aquell moment, va reconèixer que els indicis apuntaven al fet que un agent de l'Ertzaintza va ser el responsable dels fets, però va assenyalar que el policia havia actuat a títol individual. Per la seva banda, l'ajuntament d'Oiartzun va sol·licitar una investigació del cas i el parlamentari Mikel Basabe va demanar al conseller que informés dels resultats un cop conclogués la investigació interna. Després de les indagacions, l'autor del delicte va ser suspès amb dos mesos de sou i feina, sancionat per la comissió a dues faltes catalogades com a greus. El 6 de novembre de 2010 es va tornar a homenatjar el doctor en un acte de col·locació d'una nova placa a la paret de l'ambulatori, que va ser descoberta per la seva filla.
El 2012, després de 30 anys del succés, es va recordar de nou al doctor en un cap de setmana en el qual la dansa, la música, diversos discursos i la intervenció de la seva pròpia filla van ser-hi presents.

### Cinema
L'any 2007, la filla del metge, Tamara Muruetagoiena, va editar un documental anomenat The Doctor. La peça cinematogràfica és un curtmetratge d'aproximadament deu minuts en el qual es resumeix la vida i trajectòria d'Esteban Muruetagoiena, es contextualitzen els fets i es fa palès que els signes de tortura trobats després de la seva mort no van ser convenientment investigats per les autoritats.
El 2012, la directora de cinema Bertha Gaztelumendi va presentar el documental Mariposas en el hierro al Festival de Sant Sebastià. L'obra reuneix les veus de dones que aposten amb determinació per la pau al País Basc i que han estat víctimes de la violència en alguna de les seves manifestacions. En ell s'hi pot escoltar la veu de Tamara Muruetagoiena que va desenvolupar una important tasca com a activista en contra de la tortura participant en fòrums i trobades.

### Fòrum cívic contra la tortura
El 25 i 26 de març de 2010, el col·lectiu Iniciativa contra la Tortura a Navarra va convocar un fòrum cívic, que va portar per nom el d'Esteban Muruetagoiena. S'hi va debatre la intervenció que podria fer la societat civil per a erradicar la tortura. Les conclusions del fòrum van ser dutes davant del Parlament de Navarra.
El 31 de març de 2012 es va celebrar el «II Fòrum Cívic contra la Tortura Esteban Muruetagoiena» a Oiartzun. Va recollir diverses intervencions d'advocats, metges, familiars i de la fundació Euskal Memòria, que va prendre la paraula per a recordar a Esteban Muruetagoiena i projectar més llum sobre les ombres del tràgic succés de 1982. També es va projectar el documental The Doctor i es va organitzar una taula rodona amb el títol «30 anys després... cap a on anem?», en la qual van participar representants d'Euskal Memòria, Lokarri, Grup Contra la Tortura (TAT), Amnistia Internacional, Jaiki Hadi, Coordinadora per la Prevenció i Denúncia de la Tortura (CPDT), Argituz i dues persones víctimes de tortura. La jornada va tancar amb la representació d'una obra de teatre.